# Igor Paixão
Igor Guilherme Barbosa da Paixão (* 28. Juni 2000 in Macapá) ist ein brasilianischer Fußballspieler, der seit August 2025 bei Olympique Marseille unter Vertrag steht.

## Karriere

### Coritiba

#### Jugend
Nach erfolgreichem Bestehen einer Probezeit schloss sich Igor Paixão im Jahr 2014 der Jugend von Coritiba an.

#### Anfänge in der Profimannschaft
Am 26. Oktober 2018 unterzeichnete er seinen ersten Profivertrag bei Coritiba. In der Folge schaffte es Igor Paixão im Januar 2019 in die erste Mannschaft befördert zu werden, nachdem er in der Copa São Paulo de Futebol Júnior gespielt hatte, einem regionalen Wettbewerb für U-20-Mannschaften im Bundesstaat São Paulo. Am 27. Januar 2019 gab er sein Profidebüt im Campeonato Paranaense, als er beim Spiel gegen Toledo in der zweiten Halbzeit für Giovanni Piccolomo eingewechselt wurde. Im April 2019 wurde er vom neuen Trainer Umberto Louzer wieder in die U-20-Mannschaft zurückgestuft.
Nach wenigen Wochen kehrte Igor Paixão am 11. Juni 2019 in die erste Mannschaft zurück, als man ihn in der Série B bei einem 1:0-Auswärtssieg gegen Guarani spät für Juan Alano eingewechselt hat. Im Verlauf der Saison 2019, die mit dem Aufstieg in die Série A gekrönt wurde, folgten fünf weitere Einsätze in der Liga, alle als Einwechselspieler.

#### Leihe nach Londrina
Am 19. Januar 2020 wurde Igor Paixão nach Londrina verliehen, wo er bis zum Ende der Saison in der Série C zum Einsatz kam. Nur wenige Stunden nach Bekanntgabe der Leihe erzielte er bei seinem Debüt ein Tor und schoss in letzter Minute den Siegtreffer beim 2:1-Heimerfolg gegen Paraná Soccer TC.
Igor Paixão verhalf Londrina zum Aufstieg in die Série B, erzielte im gesamten Saisonverlauf 2020 drei Tore und kehrte schließlich im Januar 2021 zu seinem Heimatverein zurück.

#### Durchbruch bei Coritiba
Nach seiner Rückkehr spielte Igor Paixão unter Trainer Gustavo Morínigo regelmäßig für Coritiba und erzielte am 28. März 2021 sein erstes Tor für den Verein, indem er den Führungstreffer beim 2:1-Heimsieg gegen Cascavel CR erzielte. Er etablierte sich als Stammspieler und erzielte insgesamt 7 Tore in der Série B 2021, an deren Saisonende die Rückkehr in die höchste brasilianische Spielklasse erreicht werden konnte.
Am 7. Februar 2022 verlängerte Igor Paixão seinen Vertrag vorzeitig bis Ende 2024, nachdem er in den ersten fünf Spielen der neuen Spielzeit bereits vier Tore erzielt hatte. Sein Debüt in der Série A gab er am 10. April 2022 bei einem 3:0-Heimsieg gegen Goiás. Sein erstes Tor in der höchsten brasilianischen Spielklasse erzielte er am 23. April 2022, als er beim 2:2-Unentschieden bei Atlético Mineiro den Anschlusstreffer für sein Team verbuchen konnte.

### Feyenoord
Am 17. August 2022 unterzeichnete Paixão einen Fünfjahresvertrag bei Feyenoord in den Niederlanden. Das erste Tor für den Verein konnte er am 15. Januar 2023 erzielen, als er den ersten Treffer beim 3:0-Auswärtssieg über den FC Groningen schoss. In seiner Debütsaison in den Niederlanden hat er mit Feyenoord den Meistertitel in der Eredivisie geholt, womit das Team seine seit 2017 dauernde Durststrecke in der Liga beenden konnte.

### Olympique Marseille
Im August 2025 wechselte Igor Paixão nach Frankreich zu Olympique Marseille.

### Nationalmannschaft
Im September 2023 wurde Paixão in den Olympiakader Brasiliens berufen und im Freundschaftsspiel gegen die marokkanische Auswahl eingesetzt.

## Erfolge
Londrina
- Aufstieg in die Série B: 2020

Coritiba
- Aufstieg in die Série A: 2019 und 2021
- Staatsmeisterschaft von Paraná: 2022

Feyenoord
- Niederländischer Meister: 2023
- Niederländischer Pokal: 2024
- Niederländischer Supercupsieger 2024